# Guy Gosselin
Guy Gosselin (* 6. ledna 1964, Rochester, Minnesota, USA) je bývalý americký hokejový obránce.
Spojené státy dvakrát reprezentoval dvakrát na Zimních olympijských hrách (1988, 1992) a třikrát na mistrovství světa (1986, 1990, 1991). V NHL celkem odehrál pouze 5 zápasů, v sezóně 1987/88 v týmu Winnipeg Jets.